# Mirè Reinstorf
Mirè Reinstorf (5 de junio de 2002) es una deportista de Sudáfrica que compite en atletismo. Ganó una medalla de oro en el Campeonato Mundial de Atletismo Sub-20 de 2021, en la prueba de salto con pértiga.